# Adolf von Thadden-Trieglaff
Pour les articles homonymes, voir Adolf von Thadden.
Adolf von Thadden-Trieglaff (6 janvier 1797-25 novembre 1882) est un propriétaire foncier prussien, un homme politique conservateur et l'un des animateurs du Réveil piétiste en Poméranie à partir de 1820. Il est le père de Marie von Thadden-Trieglaff, qui exercera une grande influence sur Bismarck.

## Biographie

### Jeunesse et carrière militaire
Adolf von Thadden-Trieglaff est issu d'une vieille famille noble de Poméranie, les von Thadden. Ses parents sont le colonel Ernst Dietrich von Thadden (1745-1799) et Caroline Wilhelmine Henriette von Wartensleben (1772-1849). Son grand-père maternel est le général Leopold Alexander von Wartensleben (1745-1822). 
Il fait ses études à l'École des cadets de Berlin, une école secondaire qui prépare ses élèves au métier des armes. En tant que cadet, il prend part à la campagne d'Allemagne (appelée "guerres de libération" en Allemagne) qui se conclut par la défaite française de Leipzig face aux armées de la 6e Coalition. Au cours de cette campagne, il est blessé à la bataille de Bautzen. Il se distingue à la bataille de Möckern et lors du franchissement de l'Elbe. Il participe aux campagnes suivante, et notamment à la bataille de Waterloo.

### Activités religieuses

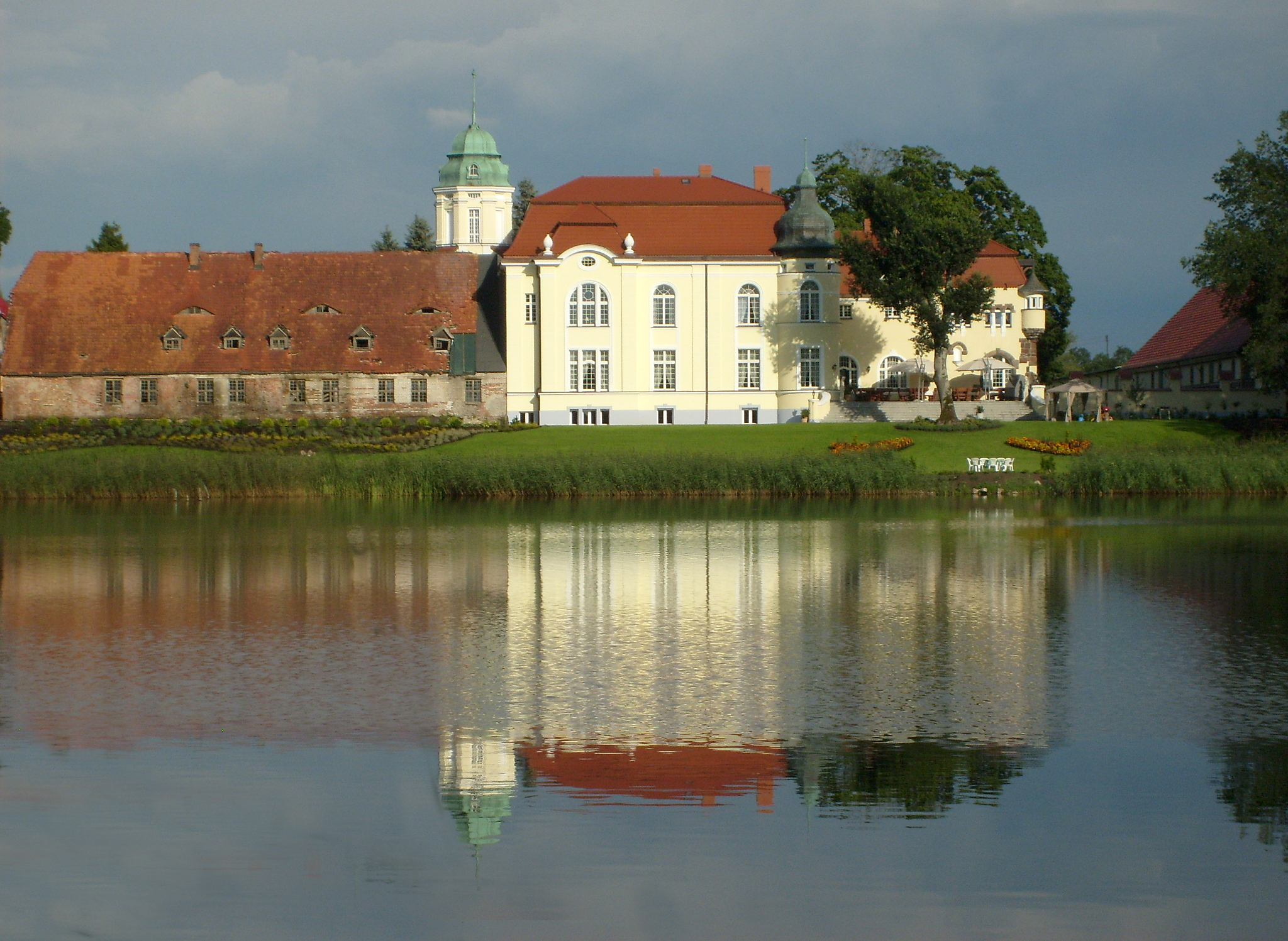
Manoir du domaine de Trieglaff.

Déjà pendant ses années guerre, von Thadden entre en contact avec le Réveil, sans doute à Berlin. Le piétisme est alors en vogue parmi la noblesse du Brandebourg en raison de la défaite de l'armée prussienne en 1806 et de l'occupation du pays par les armées de Napoléon, considéré comme un athée.  Lors d'un voyage à Munich en 1816-1817 avec d'autres personnes partageant les mêmes idées, il a fait la connaissance de revivalistes catholiques, ce qui l'encourage dans ses convictions. Après la fin de la guerre, von Thadden quitte l'armée et il se marie en 1820 avec Henriette von Oertzen (1796-1846), dont le père a acquis le domaine de Trieglaff (aujourd'hui Trzygłów, en Pologne). Adolf von Thadden devient le  dirigeant du domaine, puis le seigneur en titre à l'issue du partage des biens de son beau-père en 1829.
Après son mariage, Adolf von Thadden devient l'une des principales figures du Réveil poméranien. Ce mouvement soulignait l'importance de la Bible et de la piété individuelle et mettait l'accent sur l'importance du péché et de la grâce. Sur le plan théologique, il rejetait, entre autres, les idées de Schleiermacher et le rationalisme. À partir de 1829, des conférences et de nombreuses réunions de prédicateurs se tiennent dans le domaine de Trieglaff, qui permet de loger de nombreux visiteurs, et le cercle des revivalistes, qui compte beaucoup de nobles mais aussi des ecclésiastiques et des paysans, s'élargit de plus en plus. 
Ce cercle comprenait de nombreuses personnalités de la politique prussienne, politiquement proches du roi Frédéric Guillaume IV. Plusieurs auront plus tard un rôle important comme Ernst Ludwig von Gerlach (1795-1877), avec qui von Thadden allait entretenir une amitié durable, et dans certains cas seront associés à Otto von Bismarck, futur chancelier impérial, qui fréquente également Trieglaff. 
Adolf von Thadden était opposé à la décision gouvernementale (prise en 1817) d'encourager l'unification des églises protestantes pour former l’Église protestante de l'Union prussienne. Il faut donc partie du groupe dissident dit des "vieux luthériens". En 1848, il démissionne de cette église et rejoint l'Église protestante luthérienne indépendante, dont il devient, avec le professeur Huschke de Breslau, l'un des leaders et l'un des principaux porte-paroles.

### Carrière politique
Dans les années 1847 et 1848, il est membre du parlement uni prussien, où il est, avec Bismarck, l'un des députés les plus conservateurs. Son discours du 5 avril 1847 contre la loi électorale, dans lequel il déclarait ne pas pouvoir accepter un principe en vertu duquel pour chaque tranche de 10 000 livres de chair humaine, y compris les os, il y aurait un membre du parlement, suscite un grand émoi, s'attirant une réponse cinglante du député von Vincke, lui disant que le projet de loi ne se préoccupe pas de la chair et des os humains, mais des âmes. 
Il travaille ensuite avec diligence pour unir les conservateurs contre la Révolution de 1848, et défend ses vues dans les journaux où il publie les discours que la pression populaire lui interdit de prononcer, comme le fameux discours contre la loi sur la presse, dans lequel il demandait la liberté de la presse, mais en même temps la potence pour tous ceux qui péchaient par la presse. Comme beaucoup de grands conservateurs, il est sceptique quant à l'évolution politique de la Prusse et de l'Allemagne, il voit avec horreur Bismarck évoluer vers la Realpolitik. Lorsqu'en 1876, Bismarck appelle au boycott du journal conservateur Kreuzzeitung en raison des attaques contre sa personne, il se joint au groupe de conservateurs qui signent un appel critique de Bismarck et de sa politique. Il signe l'appel "avec une profonde douleur". 

### Famille et fin de vie

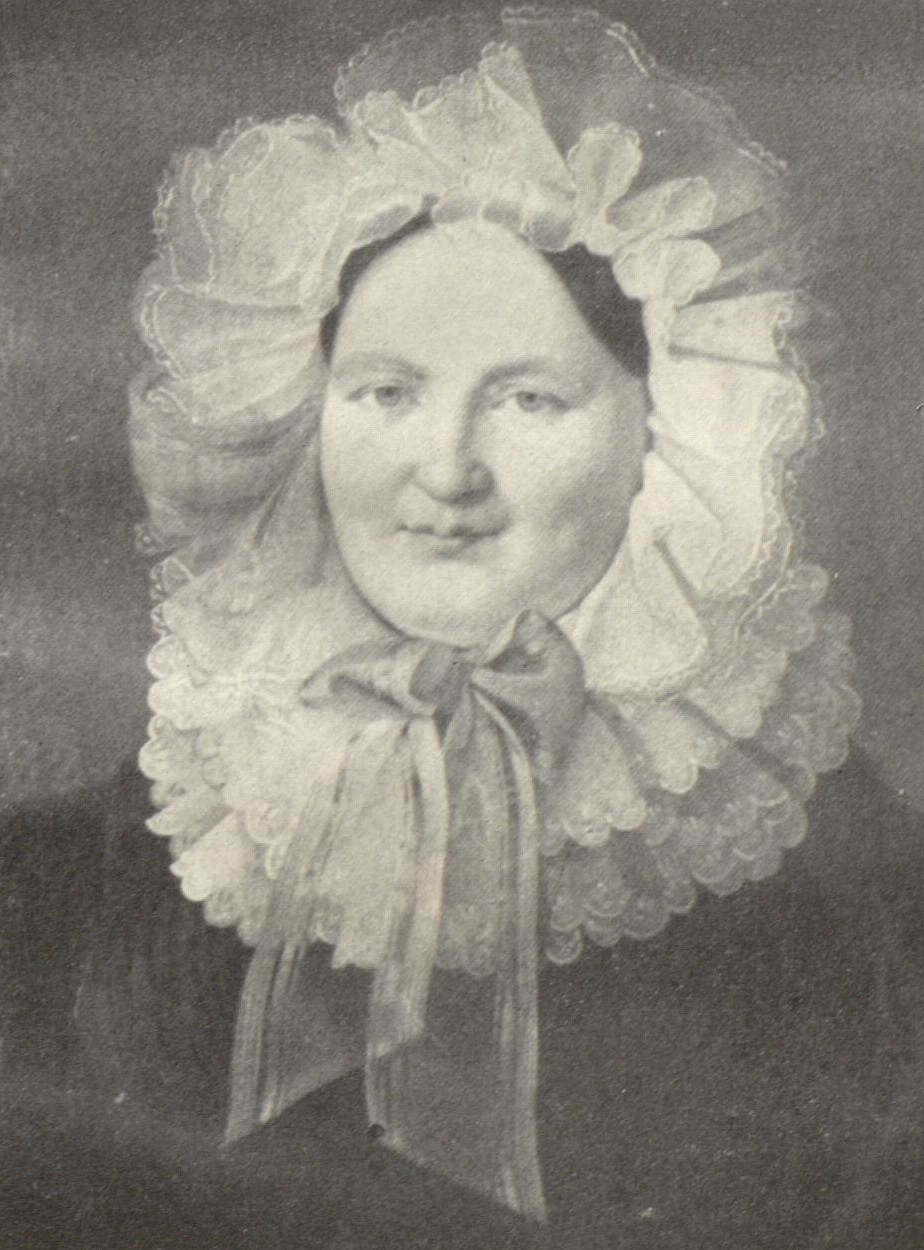
Henriette von Thadden, née von Oertzen (1796-1846).

Son épouse Henriette, née von Oertzen, lui donne deux fils et une fille : Reinhold, né en 1824 qui sera magistrat, Gerhard, né en 1829, qui sera militaire, et Marie, née en 1821. Cette dernière se mariera avec Moritz von Blanckenburg, ami de jeunesse d'Otto von Bismarck. Il semble que le futur chancelier impérial ait éprouvé un très vif sentiment amoureux pour Marie qui était déjà fiancée, et que ce sentiment ait été partagé. Mais Marie veut rester fidèle à ses engagements et épouse son fiancé. Elle fait rencontrer à Bismarck celle qui deviendra son épouse, Johanna von Puttkamer, une amie proche de Marie von Thadden, fille d'un propriétaire terrien de petite noblesse poméranienne.  
Henriette von Thadden étant décédée en 1846, Adolf se remarie en 1849 avec Eleonore von Romberg, né en 1819. Ils ont une fille Gertrud, née en 1850.
Très âgé pour l'époque (85 ans), vénéré par sa famille et célébré par ses nombreux disciples, le "père Thadden" décède sur ses terres le 25 novembre 1882.

## Postérité et influence
Le cercle piétiste-revivaliste d'Adolf von Thadden va influencer profondément le jeune Otto von Bismarck, particulièrement par le biais de sa relation privilégiée avec Marie von Thadden-Trieglaff. Il y rencontre sa future épouse Johanna von Puttkamer et, sans devenir pleinement piétiste, il restera ancré dans une forte conviction religieuse.  
L'influence politique directe d'Adolf von Thadden-Trieglaff reste limitée. Non seulement il se désolidarise de la politique de Bismarck, mais encore, comme l'écrivait charitablement son ami intime Ernst Ludwig von Gerlach, sa façon de s'exprimer en public était parfois bizarre, même si sa rudesse, l'abondance de ses de citations classiques et son humour saisissant, retenait l'attention de ses amis comme de ses adversaires.
Sur le plan religieux, les conférences de Trieglaff, d'orientation piétiste et commencées en 1829, se poursuivront pendant un siècle. Dès 1830, elles réunissent plus de cent pasteurs venus de toute l'Allemagne et une extension du manoir est construite pour accueillir les réunions dans une salle assez grande. Ces réunions sont vigoureusement dénoncées par l'évêque poméranien Ritschl, qui les accuse de se comporter comme un synode qui discute des problématiques générales de l’Église sans avoir aucun mandat. Il est vrai que l'une des préoccupations du moment est la dissidence de nombreux luthériens de Poméranie opposés à l'unification des Églises protestantes promue depuis 1817 par le gouvernement prussien, qui conduit même un certain nombre de familles à émigrer en Amérique.